# Martin Balsam
Martin Henry Balsam (The Bronx, New York, 4 november 1919 – Rome, 13 februari 1996) was een Amerikaans acteur. Balsam werd bekend door zijn rollen in onder meer 12 Angry Men, Psycho, Breakfast at Tiffany's en Cape Fear. In 1966 won hij een Academy Award voor zijn bijrol in A Thousand Clowns.

## Levensloop
Balsam behaalde in 1938 zijn middelbareschooldiploma aan de DeWitt Clinton High School in New York en studeerde drama aan de New School in dezelfde plaats. Tevens diende hij in de luchtmacht tijdens de Tweede Wereldoorlog. Hij werd in 1947 door Elia Kazan en Lee Strasberg geselecteerd voor de Actor's Studio.
In 1968 won Balsam een Tony Award voor zijn optreden in het Broadway-stuk You Know I Can't Hear You When the Water's Running een jaar eerder.
De meeste mensen herinnerden hem als detective Milton Arbogast in Psycho en vroegen hem daarom vaak om een handtekening. Dit frustreerde Balsam, die vele andere interessante rollen speelde tijdens zijn lange carrière, behoorlijk. Balsam, altijd charmant, deelde lachend de handtekening evengoed uit. Hij speelde belangrijke rollen in onder meer Breakfast at Tiffany's, Cape Fear, The Carpetbaggers en Tora! Tora! Tora!. In de eerste twee seizoenen van de comedyserie Archie Bunker's Place speelde hij Murray Klein, de zakenpartner van Archie Bunker.
Balsam stierf op 76-jarige leeftijd aan een hartaanval toen hij op vakantie was in Rome; een dienstmeisje trof hem nabij zijn bed aan, liggend op de vloer. Zijn laatste rol speelde hij in de film Legend of the Spirit Dog, die pas na zijn dood uitkwam.

## Filmografie
- Suspense (televisieserie) – Abramson (afl. "The Third One", 1949)
- Actor's Studio (televisieserie) – rol onbekend (afl. "Joe McSween's Atomic Machine", 1949)
- Frontiers of Faith (televisieserie) – rol onbekend (afl. "One Man", 1951)
- Man Against Crime (televisieserie) – Jean Pinay (afl. "Death Takes a Partner", 1953, niet op aftiteling)
- Inner Sanctum (televisieserie) – Larkin (afl. "Queen of Spades", 1954), Hanson (afl. "Nobody Laughs at Lou", 1954), Wesley (afl. "The Landslide", 1954)
- On the Waterfront (1954) – Gillette
- The Philco Television Playhouse (televisieserie) – rol onbekend (afl. "Statute of Limitations", 1954; afl. "The Joker", 1954), Charlie Malick (afl. "A Man Is Ten Feet Tall", 1955)
- Goodyear Television Playhouse (televisieserie) – rol onbekend (afl. "Last Boat from Messina", 1954), Walter Gregg (afl. "The Takers", 1955), Perkins (afl. "Stardust II", 1956)
- The United States Steel Hour (televisieserie) – Petty Officer (afl. "Freighter", 1955)
- Valiant Lady (televisieserie) – Joey Gordon (1955)
- The Greatest Gift (televisieserie) – Harold Matthews #2 (1955)
- Studio One (televisieserie) – Francis Toohey (afl. "The Defender: Part 1 & 2", 1957), Ed Coyne (afl. "The Desperate Age", 1958)
- 12 Angry Men (1957) – jurylid #1
- Time Limit (1957) – Sgt. Baker
- Kraft Television Theatre (televisieserie) – rol onbekend (afl. "Dog in a Bus Tunnel", 1958)
- Playhouse 90 (televisieserie) – Captain Mantell (afl. "Bomber's Moon", 1958), Sam Gordon (afl. "Free Weekend", 1958), rol onbekend (afl. "A Trip to Paradise", 1959)
- Marjorie Morningstar (1958) – Dr. David Harris
- Pursuit (televisieserie) – Holden (afl. "Ticket to Tangier", 1958)
- Westinghouse Desilu Playhouse (televisieserie) – Dr. Gillespie (afl. "The Time Element", 1958), Gambetta (afl. "Man in Orbit", 1959)
- Have Gun - Will Travel (televisieserie) – Charlie Dawes (afl. "The Manhunter", 1958), Marshal Brock (afl. "Saturday Night", 1960)
- Alfred Hitchcock Presents (televisieserie) – Eldon Marsh (afl. "The Equalizer", 1958), Leonard Thompson (afl. "Final Arrangements", 1961)
- Decoy (televisieserie) – Nick (afl. "Night Light", 1958)
- Rawhide (televisieserie) – vader Fabian (afl. "Incident at Alabaster Plain", 1959)
- Al Capone (1959) – MacKeeley, verslaggever
- The Further Adventures of Ellery Queen (televisieserie) – rol onbekend (afl. "Cartel for Murder", 1959; afl. "Dance Into Death", 1959)
- Middle of the Night (1959) – Jack
- The Twilight Zone (televisieserie) – Danny Weiss (afl. "The Sixteen Millimeter Shrine", 1959), Martin Lombard Senescu (afl. "The New Exhibit", 1963)
- Naked City (televisieserie) – Arnold Fleischman (afl. "Beyond Truth", 1959), Caldwell Wyatt (afl. "New York to L.A.", 1961), Joseph Creeley (afl. "Which Is Joseph Creeley?", 1961), Kapitein Barris (afl. "Without Stick of Sword", 1962)
- Brenner (televisieserie) – Arnold Joplin (afl. "Family Man", 1959)
- The DuPont Show of the Month (televisieserie) – Charlie Davis (afl. "Body and Soul", 1959)
- Zane Grey Theater (televisieserie) – Sam Butler (afl. "The Lone Woman", 1959)
- Hallmark Hall of Fame (televisieserie) – Garth (afl. "Winterset", 1959), Strasberg (afl. "Aunt Mary", 1979)
- Five Fingers (televisieserie) – Monteverdi (afl. "The Search for Edward Stoyan", 1960)
- Goodyear Theatre (televisieserie) – Joe Lane (afl. "Birthright", 1960)
- Sunday Showcase (televisieserie) – Nicola Sacco (afl. "The Sacco-Vanzetti Story: Part 1 & 2", 1960)
- Psycho (1960) – detective Milton Arbogast
- Tutti a casa (1960) – Sergente Fornaciari
- Way Out (televisieserie) – Bill Clayton (afl. "The Overnight Case", 1961)
- The Untouchables (televisieserie) – Arnold Justin (afl. "Tunnel of Horrors", 1961), Benjy Liemer (afl. "Man in the Middle", 1962)
- Ada (1961) – Steve Jackson
- Route 66 (televisieserie) – Mike (afl. "First Class Mouliak", 1961), Corelli (afl. "Somehow It Gets to Be Tomorrow", 1963)
- The Defenders (televisieserie) – Floyd Harker (afl. "The Best Defense", 1961), Bernard Maxwell (afl. "The Fine Line", 1964), openbaar aanklager (afl. "The Seven Hundred Year Old Gang: Part 1 & 2", 1964)
- Breakfast at Tiffany's (1961) – O.J. Berman
- The New Breed (televisieserie) – Frank Eberhardt (afl. "Lady Killer", 1961)
- Conquered City (1962) – Feinberg
- Cain's Hundred (televisieserie) – Jack Garsell (afl. "Take a Number", 1962)
- Dr. Kildare (televisieserie) – Ned Lacey (afl. "The Gloryhunter", 1962), rol onbekend (afl. "What's God to Julius", 1963), Dr. Milton Orliff (afl. "The Encroachment", 1966; afl. "A Patient Lost", 1966; afl. "What Happened to All the Sunshine and Roses?", 1966; afl. "The Taste of Crow", 1966; afl. "Out of a Concrete Tower", 1966)
- Cape Fear (1962) – politiechef Mark Dutton
- Target: The Corruptors (televisieserie) – Jeffrey Marvin (afl. "A Book of Faces", 1962)
- The Eleventh Hour (televisieserie) – Frank Dunlear (afl. "Something Crazy's Going on in the Back Room", 1963)
- Breaking Point (televisieserie) – rol onbekend (afl. "A Pelican in the Wilderness", 1963)
- Who's Been Sleeping in My Bed? (1963) – Sanford Kaufman
- Arrest and Trial (televisieserie) – Leo Valera (afl. "Signals of an Ancient Flame", 1964)
- Espionage (televisieserie) – Richard Carey (afl. "The Final Decision", 1964)
- Bop Hope Presents the Chrysler Theatre (televisieserie) – Dave Breslaw (afl. "Two Is the Number", 1964)
- Seven Days in May (1964) – Paul Girard
- Wagon Train (televisieserie) – Marcey Jones (afl. "The Whipping", 1964)
- Suspense (televisieserie) – detective Jack Gross (afl. I, Mike Kenny", 1964)
- The Carpetbaggers (1964) – Bernard B. Norman
- Youngblood Hawke (1964) – Cameorol (niet op aftiteling)
- Mr. Broadway (televisieserie) – Nate Bannerman (afl. "Something to Sing About", 1964)
- The Bedford Incident (1965) – Lt.Cmdr. Chester Potter, M.D., U.S.N.
- ITV Play of the Week (televisieserie) – rol onbekend (afl. "Come Back Little Sheba", 1965)
- The Man from U.N.C.L.E. (televisieserie) – Albert Sully (afl. "The Odd Man Affair", 1965)
- Harlow (1965) – Everett Redman
- A Thousand Clowns (1965) – Arnold Burns
- After the Fox (1966) – Harry
- The Fugitive (televisieserie) – Andrew Newmark (afl. "There Goes the Ballgame", 1967)
- Hombre (1967) – Henry Mendez
- Among the Paths to Eden (televisiefilm, 1967) – rol onbekend
- The Name of the Game (televisieserie) – Herb Witmer (afl. "Nightmare", 1968), Angie (afl. "The Enemy Before Us", 1970)
- Me, Natalie (1969) – Oom Harold
- The Good Guys and the Bad Guys (1969) – burgemeester Randolph 'Randy' Wilker
- Trilogy (1969) – Ivor Belli
- CBS Playhouse (televisieserie) – Jesse (afl. "The Day Before Sunday", 1970)
- Hunters Are for Killing (televisiefilm, 1970) – Wade Hamilton
- Catch-22 (1970) – Kol. Cathcart (Commandant van het 256th Squadron)
- Tora! Tora! Tora! (1970) – admiraal Husband E. Kimmel, commandant van de Amerikaanse vloot
- The Old Man Who Cried Wolf (televisiefilm, 1970) – Stanley Pulska
- Little Big Man (1970) – Mr. Merriweather
- The Anderson Tapes (1971) – Tommy Haskins
- Confessions of a Police Captain (1971) – commissaris Bonavia
- La colonna infame (1972) – rol onbekend
- Imputazione di omicidio per uno studente (1972) – Giudice Aldo Sola
- The Hassled Hooker (1972) – openbaar aanklager Turrisi
- The Man (1972) – Jim Talley
- Night of Terror (televisiefilm, 1972) – Kapt. Caleb Sark
- A Brand New Life (televisiefilm, 1973) – Jim Douglas
- The Six Million Dollar Man (televisiefilm, 1973) – Dr. Rudy Wells
- The Stone Killer (1973) – Don Alberto Vescari
- Counselor at Crime (1973) – Don Antonio Maggadino
- Summer Wishes, Winter Dreams (1973) – Harry Walden
- Money to Burn (televisiefilm, 1973) – rol onbekend
- Police Story (televisieserie) – Al Koster (afl. "Man on a Rack", 1973)
- The Taking of Pelham One Two Three (1974) – Mr. Green
- Trapped Beneath the Sea (televisiefilm, 1974) – T.C. Hollister
- Kojak (televisieserie) – Ray Kaufman (afl. "A Killing in the Second House", 1974)
- Murder on the Orient Express (1974) – Signor Bianchi
- Miles to Go Before I Sleep (televisiefilm, 1975) – Ben Montgomery
- Streets of Eternity (1975) – Carlo Goja
- Death Among Friends (televisiefilm, 1975) – Ham Russell Buckner
- Mitchell (1975) – James Arthur Cummings
- Season for Assassins (1975) – commissaris Katroni
- Blood Reckoning (1976) – commissaris
- Cry, Onion! (1976) – Petrus Lamb
- The Lindbergh Kidnapping Case (televisiefilm, 1976) – Edward J. Reilly
- All the President's Men (1976) – Howard Simons
- Maude (televisieserie) – Chester (afl. "Maude and Chester", 1976)
- Meet Him and Die (1976) – Giulianelli
- Two-Minute Warning (1976) – Sam McKeever
- Raid on Entebbe (televisiefilm, 1977) – Daniel Cooper
- Blood and Diamonds (1977) – Rizzo
- The Sentinel (1977) – Prof. Ruzinsky
- Contract on Cherry Street (televisiefilm, 1977) – Kapt. Ernie Weinberg, OCU
- The Storyteller (televisiefilm, 1977) – Ira Davidoff
- Eyes Behind the Stars (1978) – Jim Grant
- Silver Bears (1978) – Joe Fiore
- Siege (televisiefilm, 1978) – Henry Fancher
- Rainbow (televisiefilm, 1978) – Louis B. Mayer
- The Millionaire (televisiefilm, 1978) – Arthur Haines
- Gardenia, il giustiziere della mala (1979) – Salluzzo
- The Seeding of Sarah Burns (televisiefilm, 1979) – Dr. Samuel Melman
- The House on Garibaldi Street (televisiefilm, 1979) – Isser Harel
- Cuba (1979) – Gen. Bello
- The Warning (1980) – Questore Martorana
- The Love Tapes (televisiefilm, 1980) – David Franklin
- There Goes the Bride (1980) – Elmer Babcock
- The Salamander (1981) – Kapitein Steffanelli
- The People vs. Jean Harris (televisiefilm, 1981) – Joel Aurnou
- Quincy, M.E. (televisieserie) – Hyam Sigerski (afl. "Stolen Tears", 1982)
- Little Gloria... Happy at Last (televisiefilm, 1982) – Nathan Burkan
- Archie Bunker's Place (televisieserie) – Murray Klein (39 afl. 1979-1981, 1983)
- I Want to Live (televisiefilm, 1983) – Jack Brady
- Innocent Prey (1984) – Sheriff Virgil Baker
- The Goodbye People (1984) – Max Silverman
- La piovra 2 (miniserie, 1985) – Frank Carrisi
- Space (miniserie, 1985) – Sen. Glancey
- St. Elmo's Fire (1985) – Mr. Beamish
- Murder in Space (televisiefilm, 1985) – Alexander Rostov
- Death Wish 3 (1985) – Bennett Cross
- Grown-Ups (televisiefilm, 1985) – Jack
- Glitter (televisieserie) – Bo (afl. "The Runaway", 1985)
- Savage Attack (1986) – rol onbekend
- The New Twilight Zone (televisieserie) – Rockne S. O'Bannon (afl. "Personal Demons", 1986), professor Donald Knowles (afl. "Voices in the Earth", 1987)
- The Delta Force (1986) – Ben Kaplan
- Whatever It Takes (1986) – Hap Perchicksky
- Second Serve (televisiefilm, 1986) – Dr. Beck
- Murder, She Wrote (televisieserie) – Edgar Carmody (afl. "Death Stalks the Big Top: Part 1 & 2", 1987)
- Hotel (televisieserie) – Dr. Gilbert Holt (afl. "Barriers", 1987)
- Queenie (televisiefilm, 1987) – Marty
- P.I. Private Investigations (1987) – Cliff Dowling
- Kids Like These (televisiefilm, 1987) – grootvader
- Once Again (televisiefilm, 1987) – Gerald
- The Child Saver (televisiefilm, 1988) – Sidney Rosenberg
- Fratello dello spazio (The Brother from Space, 1988) – vader Howard
- Oceano (miniserie, 1989) – rol onbekend
- The Last Match (1990) – advocaat
- La piovra 5 - Il cuore del problema (miniserie, 1990) – Calogero Barretta
- Two Evil Eyes (1990) – Mr. Pym (segment 'The Black Cat')
- Midnight Caller (televisieserie) – Gil Solarski (afl. "Old Friends", 1990)
- Cape Fear (1991) – rechter
- The Sands of Time (televisiefilm, 1992) – rol onbekend
- The Black Cat (korte film, 1993) – rol onbekend
- The Silence of the Hams (1994) – Det. Martin Balsam
- Soldato ignoto (1995) – rol onbekend
- Legend of the Spirit Dog (1997) – opa